# 松島遊廓

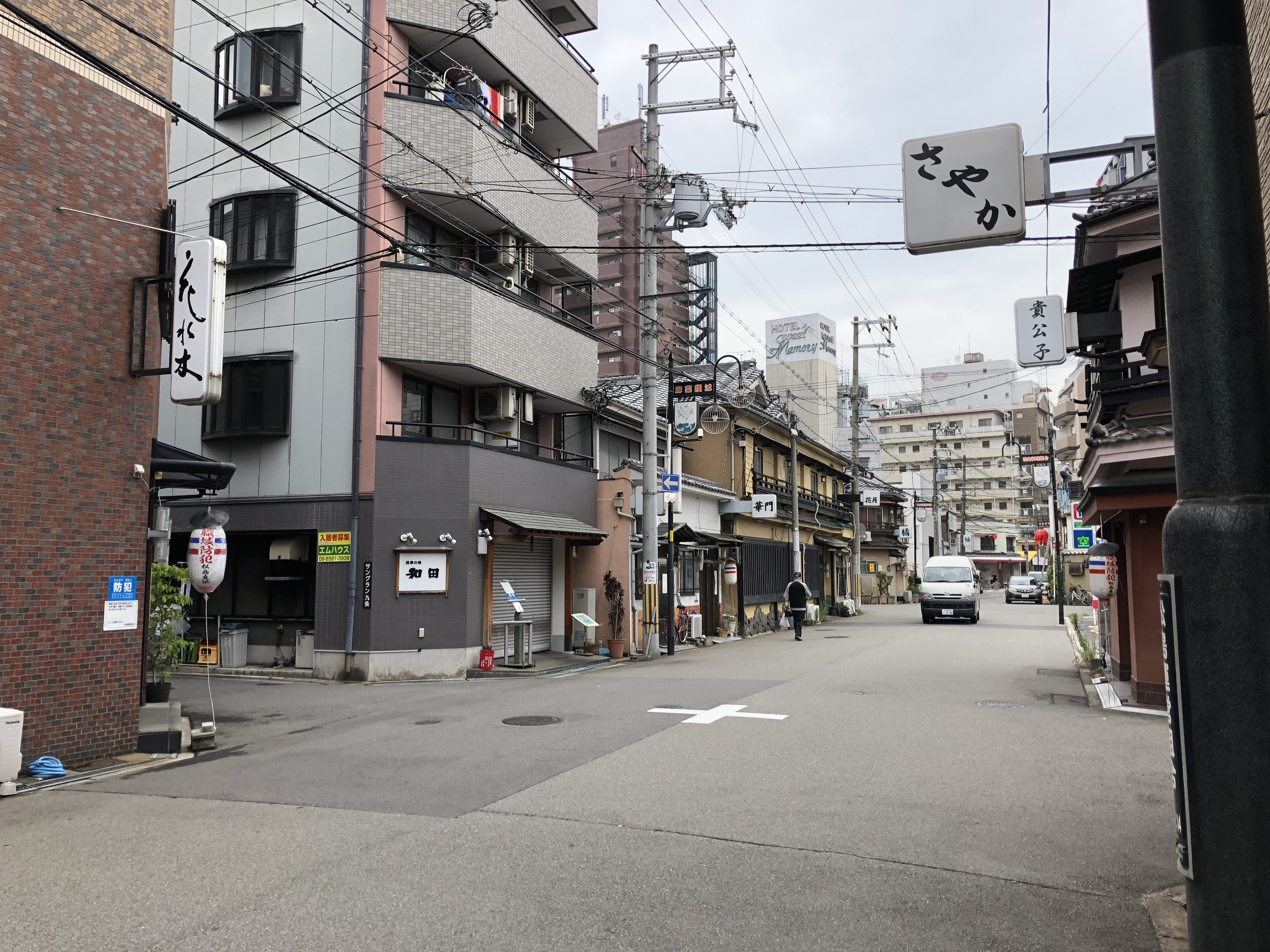
松島料理組合の加盟店が並ぶ九条1丁目

松島遊廓（まつしまゆうかく）は、かつて大阪府大阪市西区にあった遊廓、赤線。松島新地とも呼ばれる。現在もちょんの間が存在する。

## 概要

松島遊廓の紋章

戦前と戦後で場所が異なる。戦前は現在の千代崎1・2丁目にあったが大阪大空襲で焼失。戦後は現在の本田2丁目・九条1丁目に場所を移して赤線として復活。1958年（昭和33年）の売春防止法施行以降、届出上は「料理店」となっているが、「仲居と客との自由恋愛」と称する行為が行なわれている。2018年時点で料金は30分16000円から、1日平均7人の客で、10万円ほどの売り上げが平均的であり、約8万平方メートルの敷地内に104店舗の「料理店」が存在する。

## 歴史

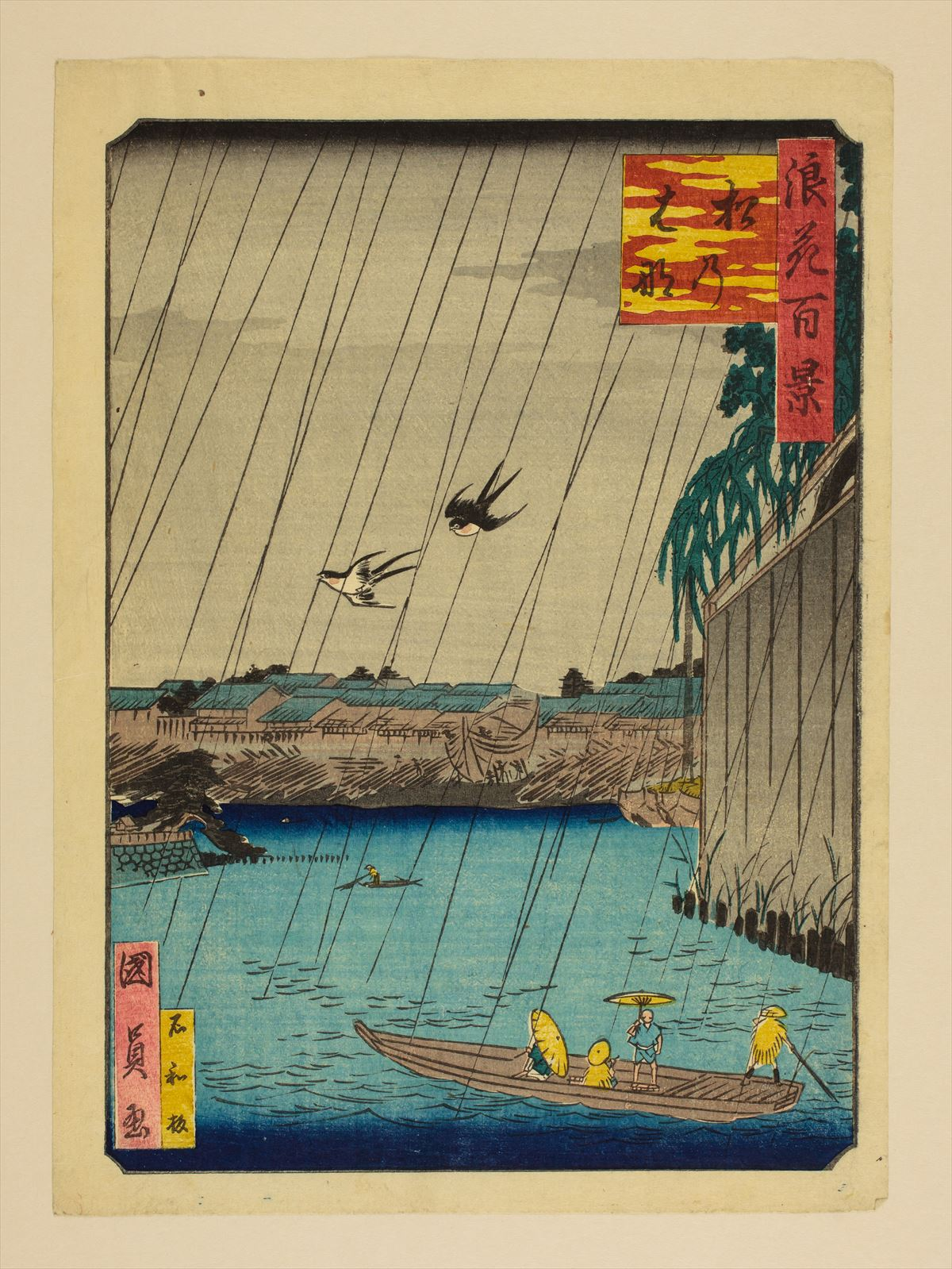
松のはな (浪花百景)

旧広島藩士の有田徳一、新町遊廓の大垣屋、船場淀屋小路の侠客堤仁三郎が、木津川と尻無川に挟まれた寺島の北部（現在の千代崎1・2丁目）への遊廓の開設を願い出て、大阪府知事渡辺昇より1868年（明治元年）2月に振興策として設置が許可された。
寺島の北端（現在の松島公園の北端あたり）に樹齢300年とも言われる松の大木があったことから、寺島の北端は「松が鼻」と呼ばれていた。「松島」の地名は、松が鼻と寺島の一字を取ったと言われている（『松島新地誌』松島新地組合・1958年）。寺島の木津川沿いは江戸時代から市街化され、木津川町、九条村町、寺島町が成立し、船大工の多い地域だった。その他は西成郡九条村字寺島の田地が広がっていた。
翌1869年（明治2年）には上記の場所を統合して松島町が成立し、南隣の西成郡岩崎新田との境には堀川が開削され、松島遊廓が誕生した。遊廓の中心となる仲之町の目抜き通りには桜が植えられ、桜筋とも通称された。また、南端の花園町に遷座された大阪天満宮行宮の境内にも桜が植えられ、松島遊廓は桜の名所としても知られていた。このころの料金は、美醜に応じて、上等8銭、中等6銭、下等4銭に分けられていた。
松島遊廓の誕生により、江戸時代から続いた新町遊廓は衰退の一途を辿ることとなり、1890年（明治23年）9月5日の大火（新町焼）で大半を焼失。一方、大阪市電第1期線の築港線（1903年開通）と第2期線の東西線（1908年開通）が松島経由で結ばれるなど、交通の便にも恵まれた松島遊廓は活況を呈した。花園橋西詰から西へ伸びる九条通（いわゆる九条新道）には商店街が発達し、昭和初期には心斎橋筋商店街に比肩するほどの賑わいを見せていた。
1930年（昭和5年）に刊行された『全国遊廓案内』によると、

### 年表
- 1869年（明治2年） 松島遊廓開設。『御免遊女街松島廓の園』によると、明治初期には遊女屋や茶屋など計270軒があり、松島橋と梅本橋に大門が設置され、東京の吉原に倣って奇麗壮観な目を驚かすような景観だった[2]。
- 1871年（明治4年） 市内20ヶ所の遊所に対し茶屋渡世を禁じ、松島へ移住希望者のみ継続営業を許可する通達出される[5]。
- 1872年（明治5年） 娼妓の性病検査治療のため松ガ鼻に駆黴院開設[5]。町名を松島町・松島上之町・仲之町・高砂町・緑町・十返町（とがえりちょう）・花園町・月見町・雪見町の9町に改編。
- 1875年（明治8年） 大阪天満宮行宮が本田二番町より花園町へ遷座。
- 1876年（明治9年） 廃業者続出し一時廃れた[2]。
- 1878年（明治11年） 西南戦争後の好景気により娼妓約1000人となる[2]。
- 1879年（明治12年） 松島上之町を松島町に編入、緑町を高砂町に編入、月見町・雪見町を花園町に編入し、松島町・仲之町・高砂町・十返町・花園町の5町に改編。
- 1881年（明治14年） 清国女性を3名雇い入れる[6]。
- 1883年（明治16年） 駆黴院が性病専門病院「府立難波病院」に刷新。
- 1884年（明治17年） 松島事件（陸軍兵士と警察官の乱闘事件）が発生。
- 1894年（明治27年） 娼妓約3200人[2]。
- 1900年（明治33年） 娼妓の自由廃業が認められた娼妓取締規則成立により約1000人が廃業[2]。
- 1916年（大正5年） 娼家計267軒、娼妓4103人を数え関西第一の遊廓となる[2]。
- 1926年（大正15年） 松島遊廓疑獄。
- 1938年（昭和13年） 登楼時間が制限され、午前1時までとなる[5]。
- 1939年（昭和14年） 午後11時以降の歌舞音楽禁止[5]。
- 1940年（昭和15年） 貸座敷取締規制改正により昼間の登楼禁止となる[5]。
- 1945年（昭和20年） 大阪大空襲により全焼。
- 1947年（昭和22年） 九条へ場所を移し、松島新地として営業再開。
- 1948年（昭和23年） 三業（置屋・待合・料亭）分立の制度成る[5]。
- 1952年（昭和27年） 尻無川の上流区間（境川運河以北）埋立。
- 1958年（昭和33年） 売春防止法施行により廃止 - 以後、料亭街「松島料理組合」ということになっているが、料亭の仲居との自由恋愛との名目により営業形態はそれほど変わっていない。なお、大阪府は1990年代以降ソープランドの営業を許可しておらず、現在の売春黙認地区はいわゆる「新地」のみとなっている。
- 2012年（平成24年）3月 女性の訴えにより悪質なスカウトと売春強制を繰り返していた経営者らが逮捕された[1]。
- 2024年（令和6年）10月 ホストクラブ経営者が支払い困難となった女性を自身の家族が経営する料亭に斡旋し逮捕、翌11月に再逮捕された[7]。

## 交通
- Osaka Metro中央線 九条駅下車
- Osaka Metro長堀鶴見緑地線 ドーム前千代崎駅下車
- 阪神なんば線 九条駅、ドーム前駅下車
- 阪神高速道路16号大阪港線 九条出口、本田入口